# La Liga 1940–41
Thống kê của La Liga ở mùa giải 1940/1941. Giải đấu bao gồm các câu lạc bộ sau:
| - Athletic Bilbao - Club Atlético de Aviación - FC Barcelona - Celta de Vigo - RCD Espanyol - Hércules CF |  | - Real Oviedo - Real Madrid C.F. - Real Murcia - Real Zaragoza - Sevilla FC - Valencia CF |

## Bảng xếp hạng
| Vị trí | Câu lạc bộ                 | Số trận | T  | H | Th | BT | BB | Điểm | HS  |                                 |
| ------ | -------------------------- | ------- | -- | - | -- | -- | -- | ---- | --- | ------------------------------- |
| 1      | Club Atlético de Aviación1 | 22      | 13 | 7 | 2  | 70 | 36 | 33   | 34  | Nhà vô địch La Liga             |
| 2      | Athletic Bilbao            | 22      | 13 | 5 | 4  | 49 | 24 | 31   | 25  |                                 |
| 3      | Valencia CF                | 22      | 11 | 5 | 6  | 60 | 52 | 27   | 8   |                                 |
| 4      | FC Barcelona               | 22      | 13 | 1 | 8  | 55 | 45 | 27   | 10  |                                 |
| 5      | Sevilla FC                 | 22      | 12 | 2 | 8  | 70 | 43 | 26   | 27  |                                 |
| 6      | Real Madrid C.F.           | 22      | 11 | 2 | 9  | 51 | 38 | 24   | 13  |                                 |
| 7      | RCD Espanyol               | 22      | 10 | 2 | 10 | 50 | 54 | 22   | -4  |                                 |
| 8      | Real Oviedo                | 22      | 7  | 2 | 13 | 36 | 63 | 16   | -27 |                                 |
| 9      | Hércules CF                | 22      | 7  | 2 | 13 | 28 | 67 | 16   | -39 |                                 |
| 10     | Celta de Vigo              | 22      | 7  | 1 | 14 | 45 | 51 | 15   | -6  |                                 |
| 11     | Real Zaragoza              | 22      | 5  | 4 | 13 | 26 | 41 | 14   | -15 | Xuống hạng tới Segunda División |
| 12     | Real Murcia                | 22      | 5  | 3 | 14 | 29 | 55 | 13   | -26 | Xuống hạng tới Segunda División |

1 Athletic Aviación Club được đổi tên thành Club Atlético de Aviación vào năm 1941.